# Anche senza di te
Anche senza di te è un film italiano del 2018 diretto da Francesco Bonelli.
La colonna sonora è cantata da Mietta.

## Trama
Sara, una maestra in una scuola elementare di Taranto, soffre di attacchi di ansia/panico. Al rientro da un'operazione Andrea, il suo fidanzato cardiochirurgo, decide di lasciarla e annullare il loro imminente matrimonio per andare a lavorare a Boston. È l'inizio di una nuova vita per Sara, che rifiutata dai genitori, che hanno affittato la sua cameretta a un signore anziano, va a vivere da una coppia di amiche e comincia ad andare in analisi.
La terapia casualmente la avvicina a Nicola, un altro insegnante della sua scuola elementare che lei aveva inizialmente etichettato come insensibile, e che invece le mostra il suo lato buono. Lanciano così assieme un progetto di "educazione alle emozioni", che porta tanti contrasti con la preside e i genitori, ma che soprattutto mette Sara di fronte a un bivio: la ragazza deve decidere se riprendersi l'egocentrico e sempre più arrogante ex promesso sposo (tornato da Boston in anticipo) o se invece lanciarsi in una nuova avventura sentimentale con il collega, che crede nelle stesse cose in cui crede lei.

## Produzione
Le riprese sono state effettuate a Taranto dal 21 agosto al 23 settembre 2017.
Il film è stato sostenuto da:
- MIBACT
- Regione Puglia
- Apulia Film Commission
- Fund Your Film
- Comune di Taranto
- Unione europea (Puglia FSE 2014/2020)
- Pop Movies[3]

## Distribuzione
Il primo trailer del film è stato diffuso il 19 febbraio 2018.
La pellicola è uscita nelle sale cinematografiche italiane l'8 marzo 2018.